# Natale Muratori
Natale Muratori (fl. XX secolo) è stato un calciatore italiano, di ruolo difensore.

## Carriera
Con l'Alba Roma disputa 9 gare nel campionato di Prima Divisione 1923-1924, la stagione successiva la gioca a Tortona con il Derthona.

## Palmarès

### Club

#### Competizioni nazionali
- Seconda Divisione: 1

Vogherese: 1928-1929